# Carmen Aguirre
Carmen Aguirre (Santiago, 1967) es una actriz y escritora radicada en Vancouver, nacida en Santiago de Chile. Ella posee un rol en la serie Endgame.
Su libro Something Fierce: Memoirs of a Revolutionary Daughter es una recopilación de sus memorias de niñez, en la cual narra las continuas mudanzas que vivió debido a que sus padres eran opositores a la dictadura militar tras el golpe de Estado de 1973. Su libro fue seleccionado para la edición 2012 de Canada Reads, defendido por el músico Shad. El 9 de febrero de 2012 se anunció como ganadora de la competencia.
Aguirre ha escrito más de 20 obras a la fecha, incluyendo In a Land Called I Don't Remember, Chile Con Carne, The Trigger y The Refugee Hotel.